# Commission d'enrichissement de la langue française
La Commission d'enrichissement de la langue française (appelée Commission générale de terminologie et de néologie jusqu'en 2015), abrégée CELF, est une assemblée française de personnalités bénévoles au centre d'un dispositif interministériel dont la mission est de favoriser l'enrichissement de la langue française. Placée sous l'autorité du Premier ministre, elle a été créée par le décret no 96-602 du 3 juillet 1996 relatif à l'enrichissement de la langue française, modifié par le décret du 25 mars 2015. Sa mission, outre l'enrichissement du vocabulaire spécialisé par la création terminologique et la néologie, est de favoriser l'utilisation de la langue française, notamment dans les domaines économique, juridique, scientifique et technique, mais aussi de participer au développement de la francophonie. La terminologie adoptée est par ailleurs « d’usage obligatoire » dans les administrations et les établissements de l'État français. 
Elle est chargée d'approuver, en liaison avec l'Académie française, les termes nouveaux proposés par les groupes d'experts. La Commission générale veille à mettre en cohérence et à harmoniser les termes, dont elle est responsable de la publication. Elle examine, en réunion, une fois par mois, les termes en présence des présidents des groupes d'experts, accompagnés des experts de leur choix.
La délégation générale à la langue française et aux langues de France assure sa coordination avec les autres partenaires du dispositif d'enrichissement de la langue française.

## Présidents
Elle est présidée jusqu'en 2016[Quand ?] par Marc Fumaroli. Ce dernier était en poste depuis le 2 octobre 2006, en remplacement de Gabriel de Broglie, qui la dirigeait depuis 1996.
Depuis le 12 février 2016, le président de la Commission d'enrichissement de la langue française est Frédéric Vitoux.

## Composition
Elle comprend quinze membres, dont le Délégué général à la langue française et aux langues de France, le Secrétaire perpétuel de l'Académie française, un des Secrétaires perpétuels de l'Académie des sciences, le président de l'Association française de normalisation et des personnalités nommées sur proposition des ministères chargés des affaires étrangères, de la culture, de la communication, de l'économie et de l'industrie, de l'éducation nationale, de l'enseignement supérieur, de la francophonie, de la justice et de la recherche.
Elle est renouvelée tous les quatre ans, le président étant nommé par arrêté du Premier ministre et les membres par arrêté du ministère de la Culture.

## Partenaires francophones
Comme le prévoit l’article 1er du décret du 3 juillet 1996 relatif à l'enrichissement de la langue française modifié par le décret du 25 mars 2015, la Commission d'enrichissement de la langue française œuvre en étroite concertation avec les dispositifs institutionnels des autres pays francophones. À ce titre, elle a noué des partenariats avec l’Office québécois de la langue française, le Bureau de la traduction du Canada, la Direction de la langue française en Belgique et la section de terminologie de la Chancellerie fédérale en Suisse.
L'échange d’avis tout au long de la procédure d'étude des termes est systématique.

## Partenaires scientifiques et techniques
L'Académie des sciences et l’Association française de normalisation en sont membres de droit. Un laboratoire du CNRS apporte un appui en matière de recherche documentaire.

## Diffusion
Elle peut exercer une activité de type de recommandation de vocabulaire en publiant des listes de termes.
Les listes de termes adoptés sont publiées au Journal officiel de la République française et systématiquement reprises au Bulletin officiel.
Régulièrement, la délégation générale à la langue française et aux langues de France élabore des recueils thématiques de termes publiés au Journal officiel.
La Commission publie annuellement un rapport d'activité, consultable sur FranceTerme.

## Travaux
| Année | Termes examinés | Termes examinés | Termes examinés | Termes examinés | Termes examinés | Termes publiés au Journal officiel |
| Année | 1er examen      | 2d examen       | Total           | Renvois         | Suppressions    | Termes publiés au Journal officiel |
| ----- | --------------- | --------------- | --------------- | --------------- | --------------- | ---------------------------------- |
| 2009  |                 |                 |                 |                 |                 | 276                                |
| 2010  |                 |                 |                 |                 |                 | 247                                |
| 2011  |                 |                 |                 |                 |                 | 392                                |
| 2012  |                 |                 |                 |                 |                 | 299                                |
| 2013  |                 |                 |                 |                 |                 | 343                                |
| 2014  |                 |                 |                 |                 |                 | 243                                |
| 2015  |                 |                 |                 |                 |                 | 268                                |
| 2016  |                 |                 | 427             | 15              | 25              | 221                                |
| 2017  | 254             | 190             | 444             | 16              | 24              | 231                                |
| 2018  | 343             | 169             | 512             | 13              | 25              | 215                                |
| 2019  | 290             | 216             | 508             | 25              | 15              | 278                                |
| 2020  | 262             | 186             | 448             | 23              | 21              | 217                                |
| 2021  | 295             | 154             | 449             | 26              | 27              | 268                                |
| 2022  | 268             | 243             | 511             | 25              | 19              | 235                                |